# (143641) Sapello
(143641) Sapello est un astéroïde de la ceinture principale.

## Description
(143641) Sapello est un astéroïde de la ceinture principale. Il fut découvert le 5 juillet 2003 à Mount Graham par William H. Ryan et Carlos T. Martinez. Il présente une orbite caractérisée par un demi-grand axe de 2,16 UA, une excentricité de 0,20 et une inclinaison de 4,0° par rapport à l'écliptique.

## Compléments